# Henry Deacon

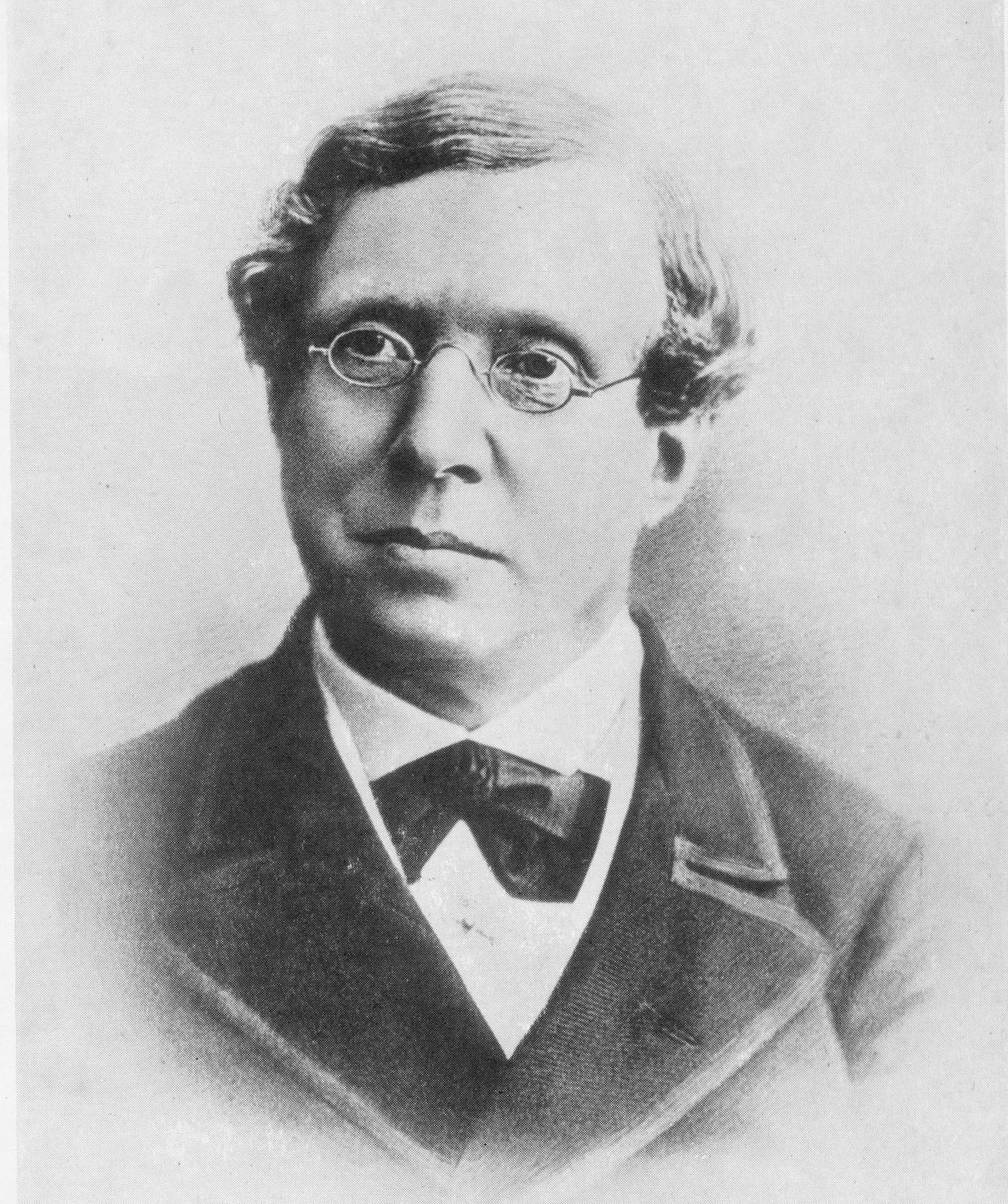

Henry Deacon (* 30. Juli 1822 in London; † 23. Juli 1876 in Widnes) war ein englischer Chemiker und Industrieller.
1836 trat er in die Firma Galloway & Sons in London ein, wechselte 1839 zu Firma Nasmyth & Gaskell und 1848 zur Glasfabrik in St. Helens. Er entwarf einen ersten Dampfhammer.
Henry Deacon entwickelte ein Verfahren um aus Chlorwasserstoff und Luftsauerstoff Chlor zu gewinnen. Das Leblanc-Verfahren lieferte große Mengen Chlorwasserstoff, der schon im Vorgängerverfahren zur Herstellung von Chlor benutzt wurde.
4 HCl + O2 → 2 Cl2 + 2 H2O
Das nach ihm benannte Deacon-Verfahren wurde später durch die elektrolytische Gewinnung in der Chloralkalielektrolyse ersetzt.
Henry Deacon starb an Typhus in seinem Haus in Widnes am 23. Juli 1876.

## Schriften
- XXIX.—On Deacon's method of obtaining chlorine, as illustrating some principles of chemical dynamics. In: J. Chem. Soc. Band 25, 1872, S. 725–767, doi:10.1039/JS8722500725 (englisch).